# Archieparquía de Banias
La archieparquía de Banias, de Paneas de los greco-melquitas, de Banias y Marjayoun o de Cesarea Filipo (en latín: Archieparchia Caesariensis o Paneadensis y en árabe: أبرشية بني ياس للروم الملكيين الكاثوليك‎) es una circunscripción eclesiástica de la Iglesia católica en Líbano. Se trata de una archieparquía greco-melquita católica, sufragánea de la archieparquía de Tiro de los melquitas. Desde el 17 de octubre de 2006 su archieparca es Georges Nicolas Haddad, de la Sociedad de Misioneros de San Pablo.

## Territorio y organización
La archieparquía extiende su jurisdicción sobre los fieles de rito bizantino greco-melquita residentes en la parte suroriental del Líbano y se extiende por el norte hasta el río Litani. Comprende los distritos de Hasbaya, Maryayún y Nabatiye de la gobernación de Nabatiye y el distrito de Rashaya en la gobernación de Becá. Es parte de también de su territorio el área del monte Hermón en los Altos del Golán en donde se encuentran las ruinas de Banias (o Baniyas), que nominalmente es parte del distrito de Quneitra en la gobernación de Quneitra en Siria, pero que se encuentra ocupado por Israel. La archieparquía está dentro del territorio propio del patriarcado de Antioquía de los melquitas.
La sede de la archieparquía se encuentra en la ciudad de Marjayoun (Marjayún o Jdeidet Marjeyoun), en donde se halla la Catedral de San Pedro, construida en 1892 y restaurada en 1968 luego de un incendio.
En 2020 en la archieparquía existían 12 parroquias:
- San Pedro, en Marjayoun
- Nuestra Señora de la Dormición (santuario), en Marjayoun, construido en 1863
- Nuestra Señora de la Dormición, en Hasbaya
- San Miguel, en Ibel el-Saky
- Nuestra Señora de la Dormición, en Rachaya el-Wadi
- Transfiguración, en Rachaya el-Fokhar
- San Nicolás, en Blat
- Nuestra Señora de la Dormición, en Kfeir
- San José, en Bourj el Moulouk
- San Mamas, en Deir Mimas

Iglesias inutilizables:
- San Pedro, en Banias, en restauración
- Nuestra Señora de la Dormición, en Kfar Michky, destruida.
- Nuestra Señora, en Khyam, recientemente restaurada, aunque los fieles se han ido.
- Santa Ana (santuario), en Aïn El-Kosseir, en restauración. El monasterio está destruido.

## Historia
Cesarea de Filipo (Caesarea Philippi), correspondiente a la ciudad de Banias (o Paneas) en los actuales Altos del Golán, es una antigua diócesis de la provincia romana de Fenicia Prima en la diócesis civil de Oriente. Formaba parte del patriarcado de Antioquía y era sufragánea de la arquidiócesis de Tiro, como lo atestigua una Notitia Episcopatuum del siglo VI.
El relato evangélico de Mateo 16,13-20 informa que en Cesarea de Filipo el apóstol Pedro hizo la profesión de fe que le valió el título de primado de la Iglesia. Según una antigua tradición relatada por Eusebio de Cesarea, la mujer con hemorragia que Jesús curó era originaria de Cesarea de Filipo (cfr. Mt 9,20-22); el mismo historiador recuerda que en su época hubo en la ciudad una estatua que recordaba el episodio evangélico.
Cesarea pronto tuvo su propio obispo. Una tradición local hizo de Erasto, mencionado por Pablo en la Epístola a los romanos 16:23, el primer obispo y fundador de la comunidad cristiana. Ciertamente, Philocalus estuvo presente en el Concilio de Nicea I en 325. Según la tradición cristiana, el martirio fue ejecutado durante la persecución de Juliano el Apóstata. Barato participó en el Concilio de Constantinopla I en 381 y Olimpio en el Concilio de Calcedonia en 451. Finalmente se informa de Anastasio a finales del siglo VII por convertirse en patriarca de Jerusalén. En 635, cuando era parte del Imperio bizantino, la ciudad se rindió ante los invasores árabes musulmanes al mando de Jálid ibn al-Walid y se despobló rápidamente.
En la era de las Cruzadas, Cesarea de Filipo fue ocupada por los cristianos entre 1129 y 1132 y entre 1140 y 1164. Fue la sede de una diócesis de rito latino, que continúa hasta la actualidad como sede titular.
Banias no figura entre los metropolitanatos de la Iglesia ortodoxa de Antioquía listados en 1700 por el patriarca de Alejandría Gerasimo Pallade, ni en 1715 por el patriarca de Jerusalén, Crisante, en un Syntagmation, pero poco después su obispo y archimandrita del monasterio de San Salvador, Basile Finan, fue uno de los tres que validaron la elección de Cirilo VI Tanas del partido procatólico de Damasco, como patriarca de Antioquía. Consagrándolo en la catedral de Damasco el 1 de octubre de 1724 e iniciando la división del patriarcado entre católicos y ortodoxos. La sede ortodoxa finalizó así y actualmente es una sede titular de la Iglesia ortodoxa de Antioquía.
La sede greco-melquita católica fue suprimida en 1768 debido a la persecución otomana incentivada por el partido ortodoxo, que hizo que la jerarquía se refugiara en las montañas del Líbano hasta 1825. 
El 25 de febrero de 1886 la eparquía fue restaurada pero con sede en Marjayoun, aunque nuevamente fue suprimida en 1898 cuando su obispo fue elegido patriarca, y de nuevo restaurada el 24 de noviembre de 1901. El eparca de Banias y dependencias participó en el sínodo celebrado el 29 de junio de 1902 que eligió a Cirilo VIII Geha como patriarca.
Fue promovida a archieparquía el 18 de noviembre de 1964. La aldea de Banias fue ocupada por el ejército de Israel el 10 de junio de 1967 durante la guerra de los Seis Días, quedando despoblada y siendo luego arrasada, aunque la iglesia de San Pedro no fue destruida.

## Estadísticas
Según el Anuario Pontificio 2021 la archieparquía tenía a fines de 2020 un total de 3500 fieles bautizados.
| Año                                                                             | Población            | Población | Población      | Sacerdotes | Sacerdotes    | Sacerdotes    | Bautizados por sacerdote | Diáconos permanentes | Religiosos | Religiosos | Parroquias |
| Año                                                                             | Bautizados católicos | Total     | % de católicos | Total      | Clero secular | Clero regular | Bautizados por sacerdote | Diáconos permanentes | Varones    | Mujeres    | Parroquias |
| ------------------------------------------------------------------------------- | -------------------- | --------- | -------------- | ---------- | ------------- | ------------- | ------------------------ | -------------------- | ---------- | ---------- | ---------- |
| 1950                                                                            | 4000                 | 32 000    | 12.5           | 11         | 9             | 2             | 363                      |                      |            | 5          | 15         |
| 1959                                                                            | 4036                 | 65 000    | 6.2            | 11         | 8             | 3             | 366                      |                      | 3          | 9          | 17         |
| 1970                                                                            | 10 000               | 92 000    | 10.9           | 9          | 5             | 4             | 1111                     |                      | 4          | 12         | 12         |
| 1980                                                                            | 2030                 | ?         | ?              | 2          | 2             |               | 1015                     |                      |            | 5          | 14         |
| 1990                                                                            | 12 000               | ?         | ?              | 3          | 3             |               | 4000                     |                      |            |            | 6          |
| 1999                                                                            | 3300                 | ?         | ?              | 2          | 2             |               | 1650                     |                      |            | 9          | 18         |
| 2000                                                                            | 3000                 | ?         | ?              | 2          | 2             |               | 1500                     |                      |            | 9          | 18         |
| 2001                                                                            | 1050                 | ?         | ?              | 2          | 2             |               | 525                      |                      |            | 9          | 11         |
| 2002                                                                            | 1300                 | ?         | ?              | 3          | 3             |               | 433                      |                      |            | 10         | 11         |
| 2003                                                                            | 1300                 | ?         | ?              | 3          | 3             |               | 433                      |                      |            | 10         | 11         |
| 2004                                                                            | 1300                 | ?         | ?              | 2          | 2             |               | 650                      |                      | 1          | 9          | 14         |
| 2006                                                                            | 1300                 | ?         | ?              | 2          | 2             |               | 650                      |                      | 2          | 10         | 11         |
| 2009                                                                            | 2500                 | ?         | ?              | 5          | 3             | 2             | 500                      |                      | 3          | 8          | 11         |
| 2012                                                                            | 2500                 | ?         | ?              | 17         | 15            | 2             | 147                      |                      | 2          | 8          | 11         |
| 2015                                                                            | 2575                 | ?         | ?              | 18         | 16            | 2             | 143                      |                      | 2          | 12         | 11         |
| 2018                                                                            | 2575                 |           |                | 24         | 22            | 2             | 107                      |                      | 2          | 7          | 18         |
| 2020                                                                            | 3500                 | ?         | ?              | 18         | 16            | 2             | 194                      |                      | 3          | 6          | 12         |
| Fuente: Catholic-Hierarchy, que a su vez toma los datos del Anuario Pontificio. |                      |           |                |            |               |               |                          |                      |            |            |            |

## Episcopologio

### Obispos griegos de la antigua sede de Cesarea de Filipo
- Erasto † (siglo I)
- Filocalo † (mencionado en 325)
- San Martirio † (?-circa 362/363 falleció)
- Barato † (mencionado en 381)
- Olimpio † (mencionado en 451)
- Anastasio † (fines del siglo VII nombrado patriarca de Jerusalén)

### Obispos de la sede greco-melquita actual
- Basile Finan † (1724-1752)
- Maximos Sallal El Fakhoury † (1759-1768)
  - Sede suprimida (1768-1886)
- Barakat Geraigiry † (22 de febrero de 1886-24 de marzo de 1898 confirmado patriarca de Antioquía de los melquitas)
  - Sede suprimida (1898-1901)
- Clemente Malouf, B.S. † (24 de noviembre de 1901-18 de julio de 1941 falleció)
- Isidore Fattal † (20 de junio de 1943-13 de agosto de 1943 nombrado archieparca de Alepo)
- Basilio Antonio Leone Kilzi, B.A. † (10 de julio de 1944-11 de agosto de 1951 renunció)[nota 4])
- Athanase Ach-Chaer, B.C. † (28 de julio de 1951-2 de noviembre de 1984 retirado)
- Nicolas Hajj, S.D.S. † (3 de noviembre de 1984-18 de septiembre de 1985 retirado)
  - Sede vacante (1985-1989)
- Antoine Hayek, B.C. † (19 de julio de 1989-17 de octubre de 2006 retirado)
- Georges Nicolas Haddad, S.M.S.P., desde el 17 de octubre de 2006